# Laguna Lachuá
Laguna Lachuá är en sjö i Guatemala.   Den ligger i departementet Departamento de Alta Verapaz, i den centrala delen av landet, 140 km norr om huvudstaden Guatemala City. Laguna Lachuá ligger 170 meter över havet. Arean är 4,0 kvadratkilometer. I omgivningarna runt Laguna Lachuá växer i huvudsak städsegrön lövskog. Den sträcker sig 2,5 kilometer i nord-sydlig riktning, och 2,2 kilometer i öst-västlig riktning.